# Trial de Sant Llorenç 1968
L'edició de 1968 del Trial de Sant Llorenç fou la 2a d'aquesta prova, organitzada pel Motor Club Terrassa. El trial tingué lloc el 20 d'octubre pels voltants de Sant Llorenç del Munt, amb sortida a Can Marcet (Matadepera, Vallès Occidental). Hi participaren 62 pilots, els quals hagueren de superar diverses zones repartides al llarg d'un recorregut que calia completar 2 vegades.

## Classificació "Experts"
Font:
| Posició | Pilot             | Motocicleta | Punts |
| ------- | ----------------- | ----------- | ----- |
| 1       | Pere Pi           | Montesa     | 25,2  |
| 2       | Oriol Puig Bultó  | Bultaco     | 42    |
| 3       | Manuel Marquès    | Bultaco     | 52    |
| 4       | Oriol Galí        | ?           | 56,6  |
| 5       | Joan Soler Bultó  | Bultaco     | 60,4  |
| 6       | Jaume Bordoy      | ?           | 61    |
| 7       | Isidre Marquès    | Bultaco     | 64    |
| 8       | Jaume Marquès     | Bultaco     | 73,9  |
| 9       | Scualo Juan       | ?           | 83,8  |
| 10      | Casimir Verdaguer | Bultaco     | 84,3  |

## Classificació "No experts"
| Posició | Pilot            | Motocicleta | Punts |
| ------- | ---------------- | ----------- | ----- |
| 1       | Joan Bordas      | Montesa?    | 43    |
| 2       | Ignasi Bultó     | Bultaco     | 52    |
| 3       | A. Casals        | ?           | 69,6  |
| 4       | Pasqual Puges    | ?           | 70,3  |
| 5       | Jordi Permanyer  | Montesa     | 73,3  |
| 6       | Manuel Fabregat  | ?           | 73,6  |
| 7       | Amadeu Torrens   | ?           | 74,5  |
| 8       | Rafael Viladomiu | Bultaco     | 87    |
| 9       | Josep Estrada    | ?           | 104   |
| 10      | Joaquim Flo      | ?           | 104   |